# Australian Recording Industry Association
Pour les articles homonymes, voir Aria (homonymie).
L’Australian Recording Industry Association (ARIA) est une association qui défend les intérêts de l'industrie du disque en Australie.
L’Australian Recording Industry Association organise les ARIA Awards.